# Vyšný Hrušov
Vyšný Hrušov (in ungherese Felsőkörtvélyes) è un comune della Slovacchia facente parte del distretto di Humenné, nella regione di Prešov.